# Гарет Еванс
Гарет Хау Еванс, англ. Gareth Huw Evans (*1980, Хервуан, Уельс) — уельський режисер, найбільш відомий тим, що популяризував індонезійське бойове мистецтво Пенкак Сілат у кіно: «Мерантау», «Рейд» (показаний на фестивалі Санденс в 2012) і «Рейд 2». Зараз проживає в Індонезії.

## Життєпис
Гарет народився в Хірвауні, Сінонська долина, південний Уельс. Закінчив Ґламорґанський університет з дипломом магістра сценариста кіно та телебачення, та заробляв тим, що допомагав людям вивчати уельську мову через Інтернет. Після роботи режисером над малобютжетним фільмом «Сліди», його найняли як фрілансера для режисерської роботи над документальним фільмом про пенкак сілат. Він захопився сілатом та відкрив для себе індонезійського бійця Іко Уваїса, який працював кур'єром у телефоній компанії. Еванс зняв Уваїса у головній ролі у фільмі «Мерантау», який вийшов у 2009 році та став культовим хітом. Еванс планував відзняти масштабніший фільм, але скоротив бютжет та зняв гостросюжетний фільм «Сербуан Маут» або «Рейд». Після успіху «Рейду» більший гостросюжетний фільм став основою для сіквела «Рейд 2: Берандал».

## Фільмографія

### Повнометражні фільми
| Рік  | Назва       | Режисер | Сценарист | Продюсер   | Монтажер | Примітки                        |
| ---- | ----------- | ------- | --------- | ---------- | -------- | ------------------------------- |
| 2006 | Footsteps   | Так     | Так       | Так        | Так      | Роль: відеооператор порнографії |
| 2009 | Мерантау    | Так     | Так       | Ні         | Так      |                                 |
| 2011 | Рейд        | Так     | Так       | Виконавчий | Так      | Також хореограф бойових сцен    |
| 2014 | Рейд 2      | Так     | Так       | Ні         | Так      | Також хореограф бойових сцен    |
| 2018 | Апостол     | Так     | Так       | Так        | Так      |                                 |
| 2025 | Спустошення | Так     | Так       | Так        | Ні       |                                 |

### Короткометражні фільми
| Рік  | Назва              | Режисер | Сценарист | Продюсер | Монтажер | Примітки               |
| ---- | ------------------ | ------- | --------- | -------- | -------- | ---------------------- |
| 2003 | Samurai Monogatari | Так     | Так       | Так      | Так      |                        |
| 2013 | З/Л/О 2            | Так     | Так       | Ні       | Так      | фрагмент: «Safe Haven» |
| 2016 | Pre Vis Action     | Так     | Так       | Так      | Так      | також оператор         |

### Телебачення
| Рік         | Назва         | Режисер   | Сценарист | Виконавчий Продюсер | Додатково                                         |
| ----------- | ------------- | --------- | --------- | ------------------- | ------------------------------------------------- |
| 2020 — 2022 | Банди Лондона | 2 епізоди | 2 епізоди | 17 епізодів         | Автор ідеї та хореограф бойових сцен (5 епізодів) |

## Нагороди
В листопаді 2011 фільм «Рейд», написаний та знятий Евансом отримав приз «Північне божевілля» на Міжнародному Кінофестивалі у Торонто.